# Бучманы
Бучманы́ (укр. Бучмани) — посёлок в Олевском районе Житомирской области Украины.

## История
В 1983 году село получило статус посёлка городского типа.
В январе 1989 года численность населения составляла 1077 человек.
На 1 января 2013 года численность населения составляла 712 человек.
Основное предприятие пгт: Бучманский торфозавод, филиал предприятия «Житомирторф» (ликвидирован).

## Транспорт
Ближайшая ж/д станция Белокоровичи находится в 7 км от посёлка.